# Floro Eleuterio Bogado
Floro Eleuterio Bogado (Formosa, 20 de febrero de 1939-Buenos Aires, 12 de diciembre de 2017) fue un político, diplomático y abogado argentino. Ocupó el cargo de gobernador constitucional de la provincia de Formosa entre 1983 y 1987. Fue también diputado nacional, embajador extraordinario y plenipotenciario de su país ante la república del Paraguay, perteneciente al Partido Justicialista. Fue el primer Juez de Trabajo y Seguridad Social Letrado en Primera Instancia del Poder Judicial en Formosa, y juez de paz de Mayor Cuantía.
Autor de la Ley Integral del Aborigen N.º 426 en el año 1984 donde también participaron representantes de las distintas etnias (Toba, Pilagá y Wichi), a través de la Comisión de los 21; siendo la provincia pionera en el país en cuanto al reconocimiento de los derechos de los pueblos indígenas.
Fue profesor y conferencista en la Universidad Nacional del Nordeste. Ejerció funciones de alto nivel dentro del Partido Justicialista provincial y nacional.

## Biografía

### Formación
Bogado realizó sus estudios primarios en la Escuela General José de San Martín de la ciudad de Formosa. Luego se trasladó con su familia a San Lorenzo, Santa Fe, donde comenzó sus estudios secundarios en el Colegio San Carlos. Al regresar a Formosa finalizó sus estudios medios en la Escuela Normal Superior “República del Paraguay”, de donde egresó con el título de maestro. También egresó como Subteniente del Curso de Oficiales de Reserva (Paso de los Libres, Corrientes).
Prosiguió sus estudios superiores en la Universidad de Buenos Aires , en la Universidad Nacional de Córdoba y la Universidad Nacional del Litoral, graduándose de abogado. 

### Trayectoria académica
En el ámbito de la educación secundaria fue profesor en Escuela Normal Provincial N.º 1 de El Colorado y de los siguientes colegios de la capital formoseña: Instituto General San Martin N.º 13, de la Escuela Nacional de Comercio, de la Escuela Provincial de Educación Técnica N.º 1 y la Escuela Nacional de Comercio, Escuela Provincial de Educación Técnica N.º 1.
En el ámbito universitario fue profesor titular de la Cátedra de Derecho Privado y Público en la Carrera de Contador Público en el Instituto Universitario Formoseño, dependiente de la Universidad Nacional del Nordeste (UNNE). También se desempeñó como Profesor Adjunto en la Cátedra de Historia Económica en la Carrera de Contador Público de la misma universidad.
Fue Interventor en el Instituto Universitario Formosa, dependiente de la UNNE. En 1988 el instituto se convirtió en la  Universidad Nacional de Formosa. Bogado fue Decano a cargo de la Facultad de Recursos Naturales y Decano Organizador de la Facultad de Ciencias de la Educación Agraria, de esta nueva universidad.

### Trayectoria judicial
Ocupó diversos cargos en el Poder Judicial. En primer lugar fue juez de paz de Mayor Cuantía.
Fue Juez de Trabajo y Seguridad Social Letrado en Primera Instancia del Poder Judicial de Formosa. Durante el gobierno de Facto fue dejado cesante por el Decreto Ley 147/76.
Luego se desempeñó como secretario del Superior Tribunal de Justicia de Formosa y secretario técnico en lo Civil, Comercial y Administrativa, Laboral y de Competencia Originaria del Superior Tribunal de Justicia de la Provincia de Formosa.

### Trayectoria política

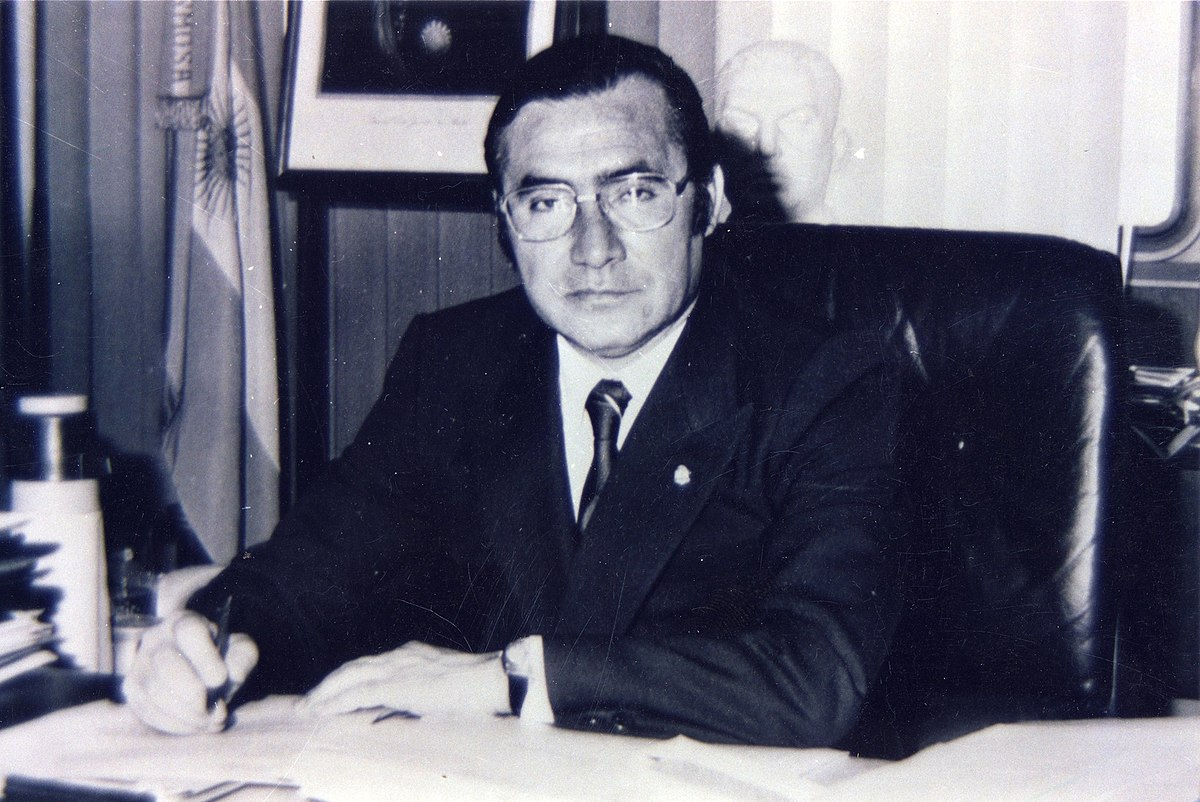
Floro Bogado en 1983.

En 1983, Bogado fue elegido gobernador de su provincia por un mandato de cuatro años. Fue sucedido por Vicente Joga, también del Partido Justicialista. 
Al final de su mandato, fue elegido diputado nacional, sirviendo hasta 1991. 
Por medio de los decretos 517/89 y 544/89 fue designado por el presidente Carlos Saúl Menem como Embajador Extraordinario y Plenipotenciario ante la República del Paraguay, obteniendo el acuerdo del Senado de la Nación el 7 de septiembre de 1989. 
Fue Convencional Constituyente en la reforma de la Constitución de la Nación Argentina de 1994. Al año siguiente fue elegido vicegobernador acompañando en la fórmula a Gildo Insfrán. Ocupó este cargo durante 22 años, hasta su fallecimiento en 2017.

### Vida privada
Con su esposa, Adriana Raquel Bortolozzi (exsenadora nacional por Formosa) tuvieron dos hijos: Adrián Floro (abogado), actualmente diputado provincial, y Víctor Domingo Floro (quien falleció en el 2000 a los 22 años de edad). 

### Fallecimiento
Bogado falleció a los 78 años el 12 de diciembre de 2017 en la ciudad de Buenos Aires, a causa de una enfermedad que lo aquejaba desde hacía varios días.

## Otras funciones políticas
- Presidente del Partido Justicialista de Formosa.
- Presidente Alterno del Partido Justicialista de Formosa (continua).
- Congresal Nacional del Partido Justicialista.
- Consejero Nacional del Partido Justicialista (2007).
- Fundador y Presidente del Instituto Superior Justicialista de Estudios Socioeconómicos. (Regional y Nacional).
- Titular de la Secretaría del Aborigen del Consejo Nacional del Partido Justicialista.
- Secretario de la Junta de Exgobernadores del Norte Grande Argentino.
- Representante del Partido Justicialista en la Multipartidaria Local en el Advenimiento Democrático.
- Secretario de Asuntos Indígenas del Bloque del Partido Justicialista en la Cámara de Diputados de la Nación Argentina.
- Convencional Nacional Constituyente por Formosa (1994).

## Funciones en otros ámbitos
- Asesor y Apoderado Legal de la Unión Obrera Metalúrgica de la República Argentina. Desde 1977, cargo que duró más de 10 (diez) años.
- Presidente del Consejo Federal de Inversiones, organismo genuinamente Federal, integrado por todos los Gobernadores de las Provincias y la Nación.
- Delegado Titular del Colegio de Abogados de la Federación Argentina del Colegio de Abogados (F.A.C.A), por 2 (dos) periodos consecutivos.
- Presidente Honorario del Centro de Estudios Sociales “Raúl Scalabrini Ortiz”.

## Libros de su autoría
- Autor del Libro “Peronismo: Doctrina y Acción”, Ediciones Flor de Ceibo.
- Autor del Libro “El Gobernador de todos los Formoseños”.
- Autor del Libro “Reseña Parlamentaria”.

## Distinciones y condecoraciones
- Instituto “José Feliz Bogado”. Por su trabajo “Interacciones Argentina y Paraguaya”.
- Fundación “ El Nazareno” “ Amigo y Ejemplo de Juventud”.
- Acreedor de “Mahatma Gandhi”, otorgado por el Instituto Democristiano.
- “El Bolívar”, distinción entregada por la Embajada de Venezuela.
- Condecoración de la Orden Nacional del Mérito en el grado de Gran Cruz, otorgado por el Gobierno del Paraguay”.

## Reconocimientos
- 1989. Universidad Nacional de Asunción (Paraguay).
- 1996. Biblioteca Dr. Martin Ruiz Moreno. Sociedad Carlos Castañeda C. Castañeda en agradecimiento por el apoyo brindado.
- 1996. Reconocimiento de la Gendarmería Nacional.
- 1997. Ciudadano Ilustre de la Municipalidad de Alberdi, República del Paraguay.
- 1997. Escuela N.º 2 “Domingo Faustino Sarmiento”. Provincia de Formosa.
- 1998. Escuela de Cadetes de la Policía de la Provincia de Formosa.
- 1999. Comisión de Fomento de San Hilario. Formosa.
- 2004. Instituto Superior de Formación Policial de la Policía de la Provincia de Formosa.
- 2004. Policía de la Provincia de Formosa.
- 2005. Policía de la Provincia de Formosa.
- 2005. Intendente de la Municipalidad de Pozo del Tigre “Don Orlando Gulino”.
- 2005. Reconocimiento del Personal de la Fuerza Aérea Argentina Aeropuerto Formosa.
- 2006. Policía de la Provincia de Formosa.
- 2007. Policía de la Provincia de Formosa.
- 2011. Personal Administrativo Docente en sus 25 años.
- 2011. Escuela N.º 518 “Gobernador Vicente Bienvenido Joga”. Formosa.
- 2012. Municipalidad de Clorinda. Intendencia de Don Manuel Celauro.
- 2012. 49.º Aniversario de la Policía de la Provincia de Formosa.
- 2013. Asociación de Retirados y Pensionados de la Policía de Territorios Nacionales.
- 2013. 53.º Aniversario Policía de la Provincia de Formosa.
- 2014. Escuela N.º 2 “Domingo Faustino Sarmiento”.